# My Baby's Daddy
My Baby's Daddy (br: Os Três Papais ou O  Papai do Meu Bebê/pt: 3 Homens e 3 Bebés) é um filme de comédia de 2004, dirigido por Cheryl Dunye. 

## Sinopse
Lonnie (Eddie Griffin), G (Anthony Anderson) e Dominic (Michael Imperioli) são três amigos de infância solteirões lá do bairro que, depois de uma vida de muita curtição, despertam para a realidade quando as respectivas namoradas aparecem grávidas ao mesmo tempo. As suas vidas viram de cabeça para baixo quando embarcam nesta aventura de papais e se vêem obrigados a aprender coisas que nunca imaginaram e para os quais não têm a mínima preparação. Eles que levam sempre a vida na brincadeira e ainda não atingiram a maturidade necessária para tamanha tarefa, terão que rapidamente arranjar forma de cuidar dos bebês, aprendendo, ao mesmo tempo, sobre eles, sobre o amor e a maravilhosa dádiva de serem pais. Com a banda sonora de Richard Gibbs, colaborador habitual dos filmes de Betty Thomas.

## Elenco
- Eddie Griffin - Lonnie
- Anthony Anderson - G
- Michael Imperioli - Dominic
- Method Man - Sangue Ruim (Randall)
- Paula Jai Parker - Rolonda
- Bai Ling - XiXi
- Joanna Bacalso - Nia
- Amy Sedaris - Annabelle
- Marsha Thomason - Brandy
- John Amos - Tio Virgil
- Bobb'e J. Thompson - Lil' Tupac
- Denis Akiyama - Sr. Cha Ching
- Fred Lee - Vovô Bling Bling
- Wynne Pon - Vovó Fung-Yu
- Mung-Ling Tsui - Sing Sing
- Mark Chalant Phifer - Big Swoll
- Tommy "Tiny" Lister - Drive-By